# Еколошко-географски положај
Еколошко-географски положај је положај неке тачке или ареала на Земљиној површини у односу на еколошки неповољне регије, места природних катастрофа, правац пружања загађених ваздушних маса, правац кретања загађених водених токова и површи итд. Најбољи пример је еколошки положај држава Европе након Чернобиљске катастрофе.